# Загатье (Закарпатская область)
Зага́тье (укр. Загаття) — село в Иршавской общине Хустского района Закарпатской области Украины.
Расположено в 12 км от Иршавы. Через село проходит автодорога Мукачево — Иршава. Население — 2 582 человека.

## История
Загатье известно с XIV в. В марте — апреле 1919 г. в Загатье существовала Советская власть. В 1924 г. создана сельская организация КПЧ, организаторами которой были И. И. Поторий, В. Ф. Золтан и Ю. С. Якима. После освобождения Загатья от фашистских оккупантов (25 октября 1944 г.) 30 жителей села добровольно вступили в ряды Красной Армии, 16 из них награждены орденами и медалями СССР, 21 — погиб за свободу и независимость Родины. Уроженцами Загатья являются украинский советский художник А. М. Эрдели (1891—1955), кандидат исторических наук В. В. Делеган. В Ивашковице есть архитектурный памятник — Михайловская церковь с колокольней 1755 года.
Вблизи Загатья у курганного могильника куштановицкой культуры (VI—IV вв. до н. э.) найден клад изделия эпохи бронзы (XIV—XIII вв. до н. э.).

## Известные уроженцы
- А. М. Эрдели (1891—1955) — украинский живописец, один из основоположников закарпатской школы изобразительного искусства.